# Marco Antonio Cruz
Marco Antonio Cruz López (Puebla, 1957-Coyoacán, 2 de abril de 2021) fue un fotógrafo mexicano, especializado en fotografía documental y fotorreportaje. Fue fundador del diario La Jornada y director del departamento de fotografía en la revista Proceso. Fue miembro del Sistema Nacional de Creadores de Arte (FONCA) entre 1999 y 2012.

## Biografía
Marco Antonio Cruz nació en Puebla, en 1957. Se mudó a la Ciudad de México en la década de 1970 con 50 pesos en su bolsa. Comenzó su formación artística como pintor. Más adelante continuó su carrera como fotógrafo con Héctor García Cobo, quien al conocer su trabajo lo invitó a trabajar con él.

### Trayectoria profesional
Además de trabajar con Héctor García, Cruz trabajó en la prensa del Partido Comunista, donde adquirió una visión social del país. Su formación fotográfica se hizo en la práctica, y con la inspiración de otros fotógrafos, como Mariana Yampolsky, Eugene Smith y Nacho López.
En 1979 inició su carrera como fotógrafo de prensa y caricaturista en varios medios impresos, como Así es, Semanario Oposición e Interviú. Cruz fue uno de los fundadores del diario La Jornada, donde usó su experiencia como fotoperiodista mezclándola con un estilo personal.
En 1984 fundó la Agencia Fotográfica Imagenlatina, de la cual fue director.
De 2006 a 2012 fue director de la agencia fotográfica Procesofoto, y hasta su muerte fue el coordinador del departamento de fotografía en la revista Proceso. En 2013, presentó una aplicación digital llamada La ciudad de México.
El 24 de septiembre de 2017, el Centro de la Imagen de la Ciudad de México, dedicó una exposición retrospectiva de la obra de Marco Antonio Cruz, contemplando 40 años de carrera, la cual se tituló Marco Antonio Cruz: Relatos y posicionamientos (1977 – 2017).

### Fallecimiento
Marco Antonio Cruz falleció el 2 de abril de 2021, en la Ciudad de México, a causa de un infarto mientras viajaba en su bicicleta sobre la avenida Taxqueña.

## Obra
Según Del Castillo Troncoso, la obra de Marco Antonio Cruz «representa uno de los parámetros gráficos más altos y complejos de la fotografía latinoamericana contemporánea».
Cruz fue un fotógrafo de prensa. Sin embargo, cuando inauguró su agencia fotográfica "Imagen Latina" en la década de 1980, pudo darse una pausa y realizar obras fotográficas con un sello personal, saliéndose un poco de la adrenalina y la velocidad del fotoperiodismo. Fue en esta época en la que pudo realizar fotoensayos de gran calidad, que abarcaban temas sociales, y que retrataban críticamente el mundo, tanto de las haciendas cafetaleras, como de la manera en que se explotaba a los indígenas en el sur de México y Guatemala.
En su registro visual "La Hija de los Apaches", Cruz retrató la vida cotidiana de los visitantes de esta pulquería de la Ciudad de México. Otro fotoensayo, en el que trabajó 15 años y publicado en el libro Habitar la oscuridad, muestra y reflexiona en la forma que personas con discapacidad visual habitan.

## Exposiciones
- Nicaragua. Testimonio gráfico de tres fotógrafos mexicanos (1985)
- Memorial del tiempo (1989)
- Días de guardar (1989)

## Publicaciones
- Contra la Pared. Violencia en la Ciudad de México (Grupo Desea / Imagenlatina 1993)[8]
- Cafetaleros. Trabajadores indígenas del café en Chiapas (Imagenlatina, 1996)[8]
- Habitar la oscuridad (Centro de la Imagen, CNART, 2011)[9]
- Bestiario (2014)[10]
- Bestiario II (Círculo de Arte de la Dirección General de Publicaciones de la Secretaría de Cultura, 2016)[11]

## Premios y distinciones
- Primer lugar en el VI Concurso de Fotografía Antropológica (1984)
- Primer lugar en el concurso fotográfico del festival PSUM (1984)
- Beca de producción de la Bienal de Fotografía del INBA (1986)
- Primer lugar en el certamen de fotografías Imágenes de La Frontera (1992)
- Miembro del Sistema Nacional de Creadores del Fonca (1999-2005)
- Mención honorífica en la xi Bienal de Fotografía (2004)
- Mención honorífica en el Grange Prize (Canadá-México, 2009)
- Medalla al Mérito Fotográfico del Instituto Nacional de Antropología e Historia (INAH), 2017[1]